# Charlie Dent

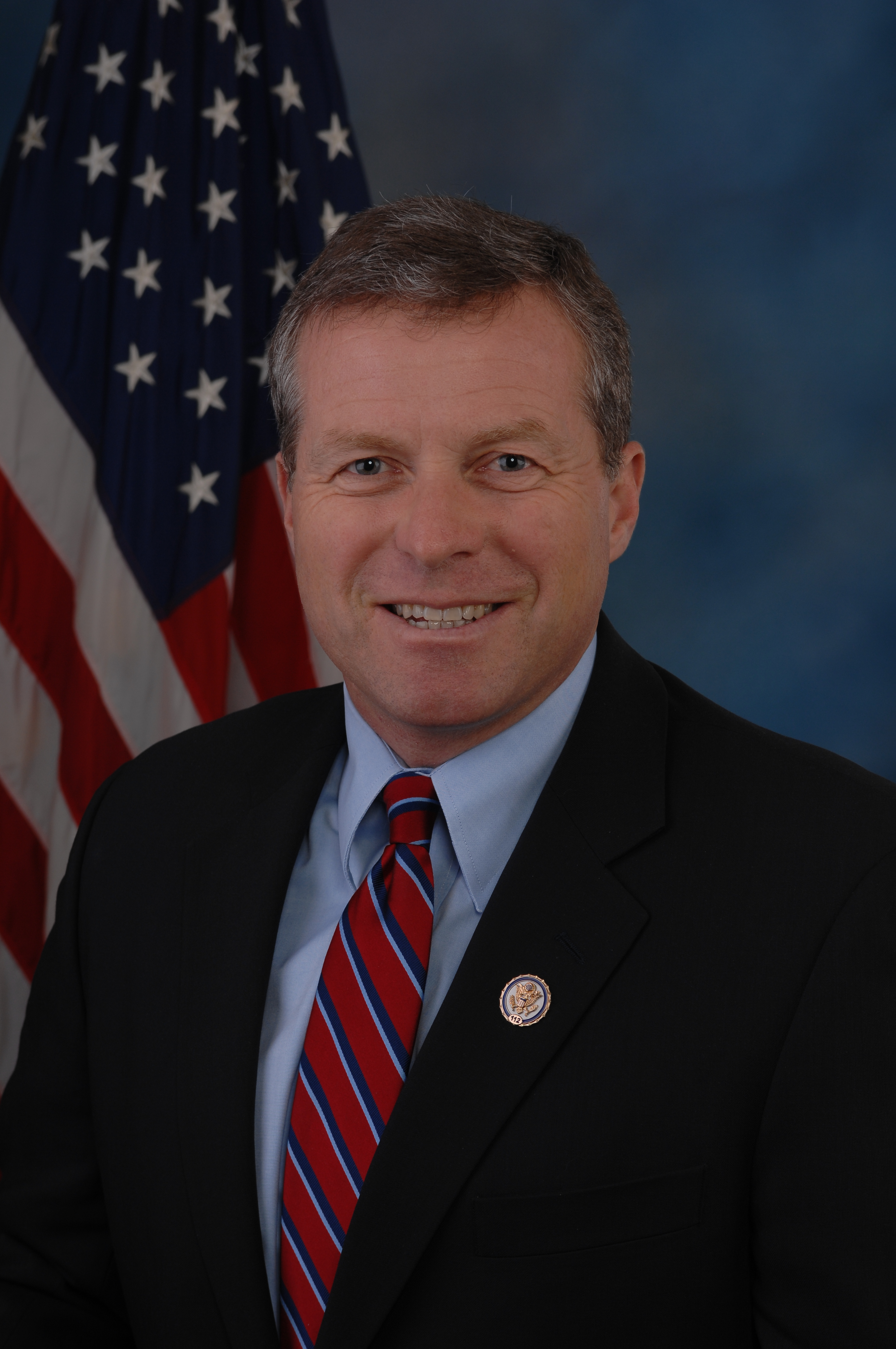
Charlie Dent, vor 2012

Charles Wieder „Charlie“ Dent (* 24. Mai 1960 in Allentown, Pennsylvania) ist ein amerikanischer Politiker der Republikanischen Partei. Von Januar 2005 bis Mai 2018 vertrat er den 15. Kongresswahlbezirk des Bundesstaats Pennsylvania im US-Repräsentantenhaus. Er gilt als einflussreicher Kritiker des Präsidenten Donald Trump und als Stimme der moderaten Republikaner.

## Familie, Ausbildung und Beruf
Charlie Dent ist der Sohn von Marjorie und Walter R. „Pete“ Dent, der für Bethlehem Steel gearbeitet hat. Charlie Dent wuchs in Allentown im Lehigh County – in dem er zeitlebens wohnt – auf und besuchte bis 1978 die dortige William Allen High School. Anschließend studierte er bis zum Abschluss 1982 am State College der Pennsylvania State University Auswärtigen Dienst und Internationale Politik. Er beendete seine Ausbildung 1993 an der Lehigh University in Bethlehem mit dem Master in Öffentlicher Verwaltung. In den folgenden Jahren war er unter anderem Mitglied im Stab des Kongressabgeordneten Donald L. Ritter, Handelsvertreter und Hotelangestellter.
Nach dem Ende seines Kongressmandats arbeitet Dent seit Mai 2018 als Fernsehkommentator für CNN.
Dent ist verheiratet und Vater von drei Kindern; die Familie lebt in Allentown.

## Politische Laufbahn
Zwischen 1991 und 1998 saß Dent als Abgeordneter im Repräsentantenhaus von Pennsylvania; von 1999 bis 2004 gehörte er dem Staatssenat an.
Bei der Wahl 2004 wurde Dent im 15. Kongresswahlbezirk Pennsylvanias, der hauptsächlich Allentown umfasst, ins US-Repräsentantenhaus in Washington, D.C. gewählt. Dort trat er am 3. Januar 2005 die Nachfolge von Pat Toomey an. Er war Mitglied im Bewilligungsausschuss und im Ethikausschuss, dessen Vorsitz er ab 2015 innehatte. Zudem saß er in drei Unterausschüssen. Er gehörte auch dem Congressional Arts Caucus an und war Vorsitzender des Congressional Cement Caucus an (in seinem Wahlkreis sind die führenden Zementproduzenten der USA beheimatet). Dent gründete die überparteilichen Parlamentsgruppen zur Förderung der Wasserstoffzelle und des Delaware River mit.
Anfang September 2017 gab Dent bekannt, bei der Wahl 2018 nicht wieder anzutreten. Er begründete seinen Schritt, der einen Tag nach seiner Herausforderung durch den Staatssenator Justin Simmons in der parteiinternen Vorwahl kam, damit, dass die wachsende Polarisierung und ideologische Rigidisierung ein Regieren immer stärker erschweren. Eine Wiederwahl 2018 schätze er als sehr schwierig ein, insbesondere durch die Instabilität im Weißen Haus. Obwohl Präsident Trump den Distrikt bei der Präsidentschaftswahl 2016 mit acht Prozentpunkten Vorsprung (fast 52 Prozent) gewonnen hatte, sind unter den Wahlberechtigten etwas mehr Demokraten als Republikaner registriert, und Präsident Obama hatte 2012 in diesem Bezirk eine Mehrheit erreicht. Dents Mandat endet regulär am 3. Januar 2019, er kündigte aber Mitte April 2018 an, innerhalb der nächsten Wochen zurückzutreten. Dent hatte zuletzt 2016 mit 20 Prozentpunkten Vorsprung gewonnen. Nachdem die Kongresswahlbezirke Pennsylvanias neu zugeschnitten worden sind, ist der neue 7. Bezirk (der Dents bisherigem 15. weitgehend entspricht) nach dem Cook Partisan Voting Index leicht demokratisch geneigt und daher für die Republikaner besonders in Gefahr. Die Nachwahl für die Restlaufzeit seines Kongressmandats findet zeitgleich mit der allgemeinen Wahl im November 2018 statt, bei der Dents Nachfolge ab dem 3. Januar 2019 in veränderten Wahlbezirksgrenzen bestimmt wird. Dents Rücktritt wurde am 12. Mai 2018 wirksam.

## Positionen
Charlie Dent, der einen Wahlbezirk in der Metropolregion von Philadelphia (hauptsächlich Lehigh County) vertritt, ist als ein Wortführer des moderaten Flügels der Republikaner bekannt und hat den Präsidenten Donald Trump 2017 immer wieder deutlich kritisiert. Als einer der Vorsitzenden der Tuesday Group vertrat er die zentristischen Republikaner im Repräsentantenhaus. Für Kritik in der eigenen Partei sorgte seine konsequente Ablehnung aller Versuche der Republikaner, nach den gewonnenen Wahlen in den Vereinigten Staaten 2016 die Gesundheitsreform Obamacare abzuschaffen, und der mehrfachen Versuche der Regierung Trump, einen Einreisestopp gegen Menschen aus mehrheitlich muslimischen Ländern zu verhängen (Executive Order 13769 und 13780). In diesem Zusammenhang warf Trump ihm vor, die republikanische Partei „zu zerstören“. Dent schreibt sich selbst zu, sich für „Stabilität, Gewissheit und Vorhersagbarkeit“ einzusetzen.